# Crépuscule
Cet article concerne le crépuscule au sens général. Pour le crépuscule du matin, voir aube (temps). Pour les articles homonymes, voir Crépuscule (homonymie).

Les moments de la journée.

Le crépuscule est la période de la journée entre le coucher du soleil et la nuit, ou entre la nuit et le lever du soleil, caractérisée par une augmentation ou une perte progressive de la luminosité. En dehors de la Terre, cette période existe sur toutes les planètes dotées d'une atmosphère et éclairées par les étoiles autour desquelles elles gravitent. 
Dans le langage courant, sans précision il correspond au « crépuscule du soir », le moment de la journée situé entre le jour et la nuit, lorsque le ciel s'assombrit progressivement après le coucher du soleil tandis que le  « crépuscule du matin » est plus communément appelé « aube ». 
Au sens figuré, le crépuscule peut également désigner le déclin ou la disparition progressive de quelque chose.

## Causes

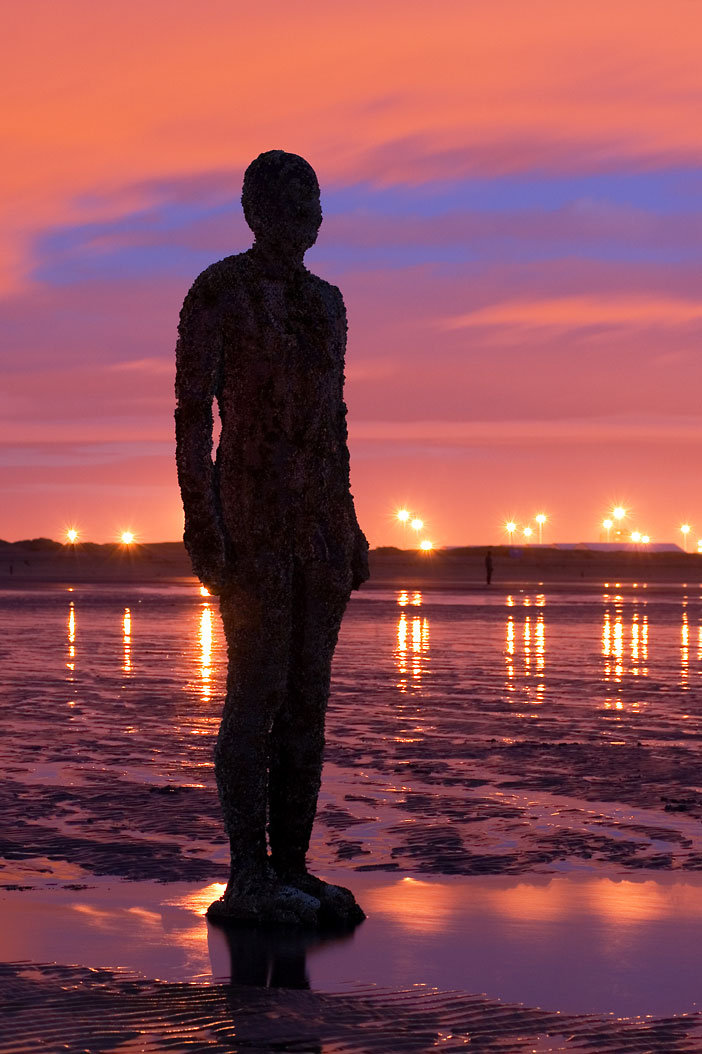
Sculpture Another Place à contrejour à Crosby Beach.

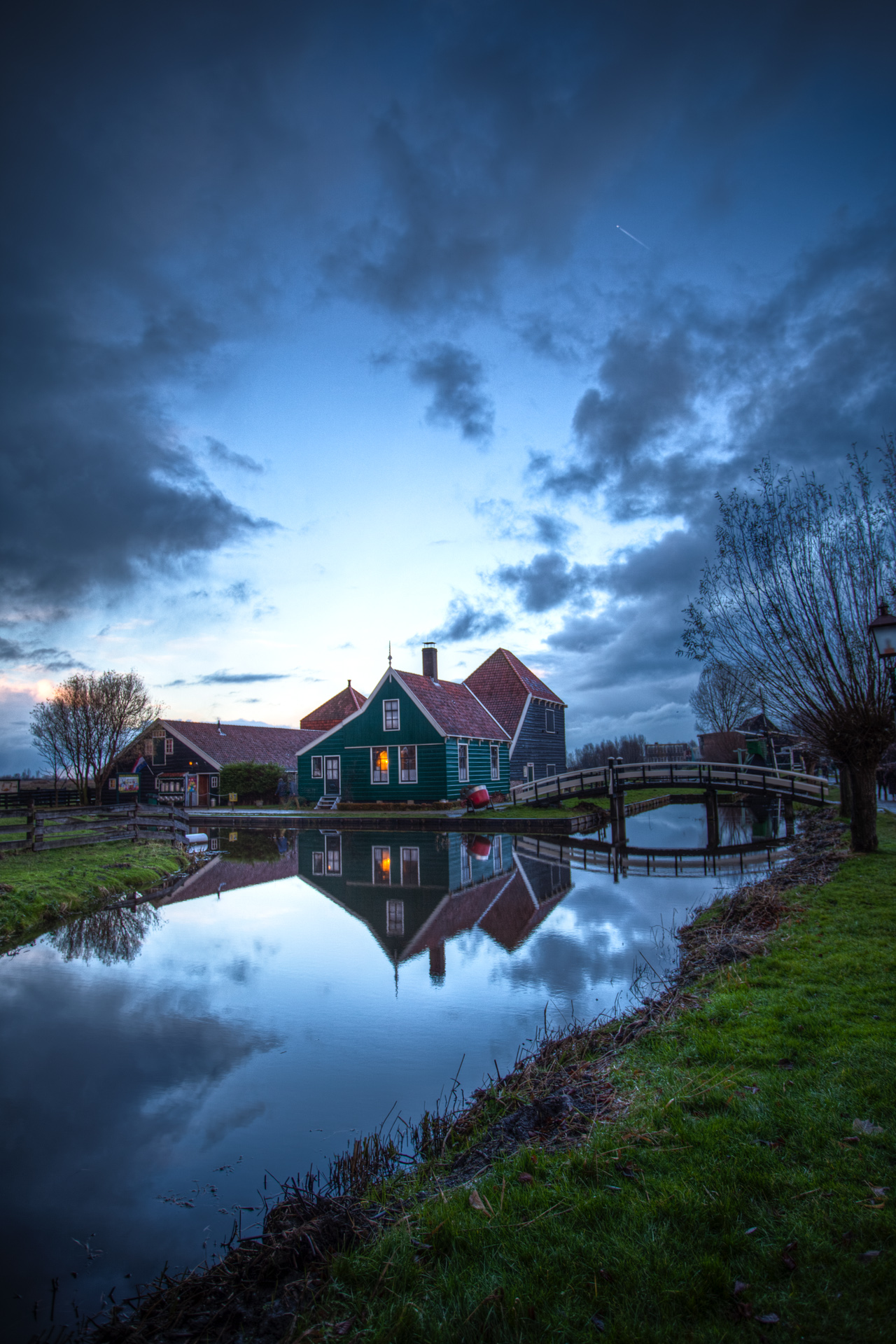
Le Soleil vient de se coucher sur une maison de la commune de Zaandam (Pays-Bas).

La cause du crépuscule est le passage du soleil sous l'horizon.
Si le soleil est sous l'horizon pour un observateur situé au sol, l'atmosphère à plus haute altitude peut, elle, rester éclairée plus longtemps, se situant hors de la zone d'ombre naturelle projetée par la Terre. La lumière diffusée par celle-ci peut alors continuer d'éclairer le sol après le coucher apparent du soleil.
Au moment où le Soleil s'approche de l'horizon, sa lumière traverse une couche atmosphérique plus importante. Les gaz de l'atmosphère diffusent principalement les rayonnements à courte longueur d'onde (le bleu), la principale lumière transmise est alors celle à de plus grandes longueurs d'onde, vers le rouge. Les gouttes d'eau et particules de glace des nuages, poussières, et autres aérosols, quant à eux, tendent à diffuser la lumière indépendamment de sa longueur d'onde. Éclairés par ces rayons crépusculaires, ils prennent alors une teinte rouge-orangée.
Il en va de même pour la surface de la lune lors d'une éclipse de lune.

## Durée
La durée du crépuscule dépend de la latitude de l'observateur : dans les régions arctiques et antarctiques, il peut durer plusieurs heures l'été ou ne pas être présent du tout l'hiver, tandis qu'à l'équateur et aux équinoxes sa durée totale n'excède pas 69 minutes. Aux latitudes moyennes, le crépuscule est au plus court à l'approche des équinoxes, plus long vers le solstice d'hiver et encore plus long vers le solstice d'été.
Au-delà des cercles polaires, le Soleil ne se couche pas à l'époque du solstice d'été. Aux latitudes élevées, en deçà de ces cercles, le Soleil descend sous l'horizon mais le crépuscule se poursuit de son coucher à son lever, un phénomène connu sous le nom de jour polaire. Au-dessus d'environ 60° de latitude, le crépuscule civil se poursuit toute la nuit à cette période. Au-dessus de 55°, c'est le cas du crépuscule nautique. Enfin, le crépuscule astronomique peut durer toute la nuit pendant plusieurs semaines ou plusieurs jours jusqu'à une latitude de 48,6°.

## Divisions

### Crépuscule civil
Le crépuscule civil est la période où le centre du Soleil est situé à moins de 6° sous la ligne d'horizon, ; il s'agit ici d'un horizon idéalisé, situé à 90° du zénith. 
La fin de ce crépuscule, le matin, indique l'heure de lever du Soleil (le moment où le centre de l'astre est à 0° à l'horizon). Au contraire, le début de ce crépuscule, le soir, indique le coucher du Soleil. 
Pendant le crépuscule civil, les planètes et les étoiles les plus brillantes apparaissent et il subsiste encore suffisamment de lumière pour que la plupart des activités ne nécessitent pas de sources de lumières artificielles. 

### Crépuscule nautique

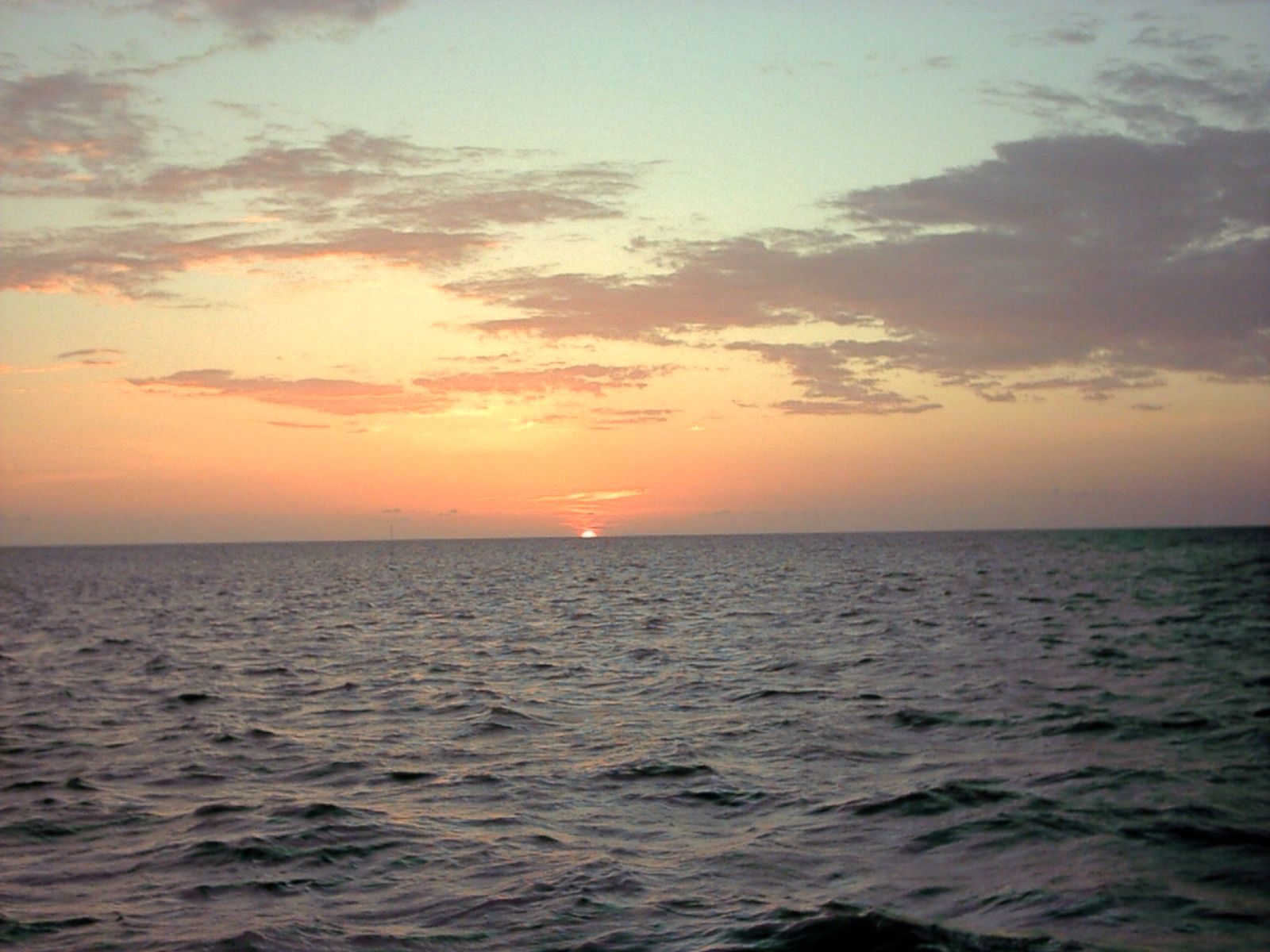
Crépuscule sur l'océan, au large des côtes du Mexique.

Le crépuscule nautique est la période où le centre du Soleil est situé entre 6° et 12° sous l'horizon. Par temps clair, sa fin marque la fin du « crépuscule visible » et le début de la nuit perceptible.
Il s'agit du moment où les étoiles de deuxième grandeur deviennent visibles ; en même temps, en mer, la ligne d'horizon est toujours visible permettant ainsi de faire un point astronomique avec les étoiles. À la fin de cette période, en soirée, ou à son début, en matinée, les dernières ou premières lueurs peuvent être discernées dans la direction du Soleil.

### Crépuscule astronomique
Le crépuscule astronomique — ou « nuit incomplète » — désigne la lueur résultant de l'éclairement des couches supérieures de l'atmosphère par le Soleil encore sous l'horizon, soit la période où le centre de l'astre est situé entre 12° et 18° sous celui-ci. Le soir, la fin du crépuscule astronomique marque le début de la nuit complète ; le crépuscule du matin — appelé « aube » ou « aurore » dans le langage courant — marque la fin de celle-ci. 
Pendant le crépuscule astronomique, et dans le cas d'un ciel dégagé de toute pollution lumineuse, les étoiles les plus faibles visibles à l'œil nu, vers la magnitude apparente 6, apparaissent. Du point de vue strictement astronomique, il subsiste cependant suffisamment de lumière pour que les objets diffus comme les nébuleuses ou les galaxies ne puissent pas être observés dans des conditions satisfaisantes, cette lumière demeurant imperceptible à l'œil nu.

## Arts

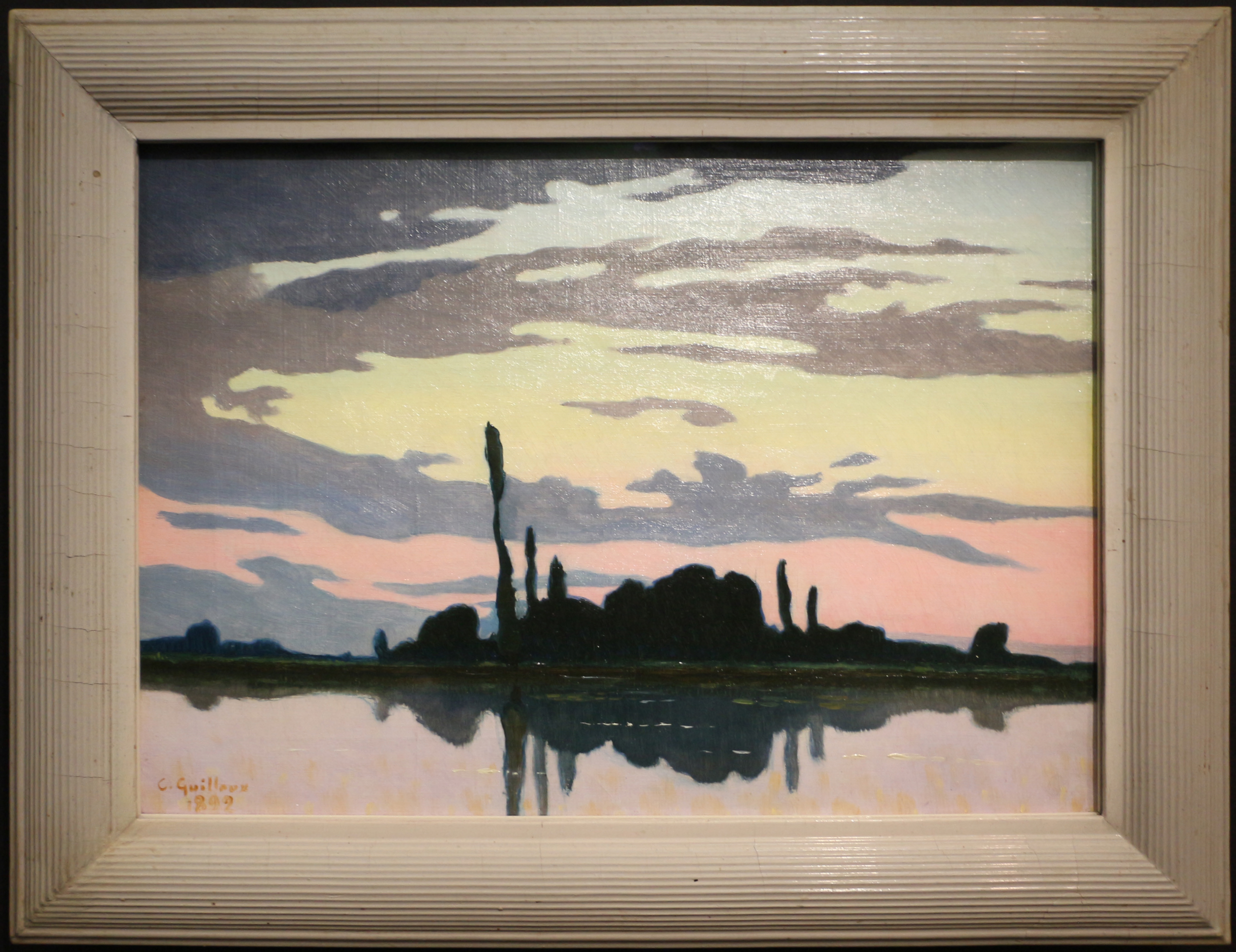
Le crépuscule par Charles Guilloux, 1892.

• Le crépuscule, comme l'aube, inspire les artistes, comme Victor Hugo dans son recueil de poèmes Les Chants du crépuscule.
• Dusk, une chanson d’Alice Phoebe Lou racontant l’histoire de sa copine qui ne se sent pas bien au crépuscule, et tente de la rassurer.

## Sens figurés
- Le crépuscule de la vie, à l'approche de la mort.
- Le Crépuscule de la civilisation, titre d'un livre de Jacques Maritain publié en 1939.
- Boulevard du crépuscule ou Sunset Boulevard, film noir américain, réalisé et coécrit par Billy Wilder.
- Le Crépuscule des dieux (ou Götterdämmerung), drame musical de Richard Wagner.
- Le Crépuscule des idoles, œuvre du philosophe Friedrich Nietzsche.
- Le Crépuscule des Sirènes, titre d'un livre (genre fantastique) publié en 2013.

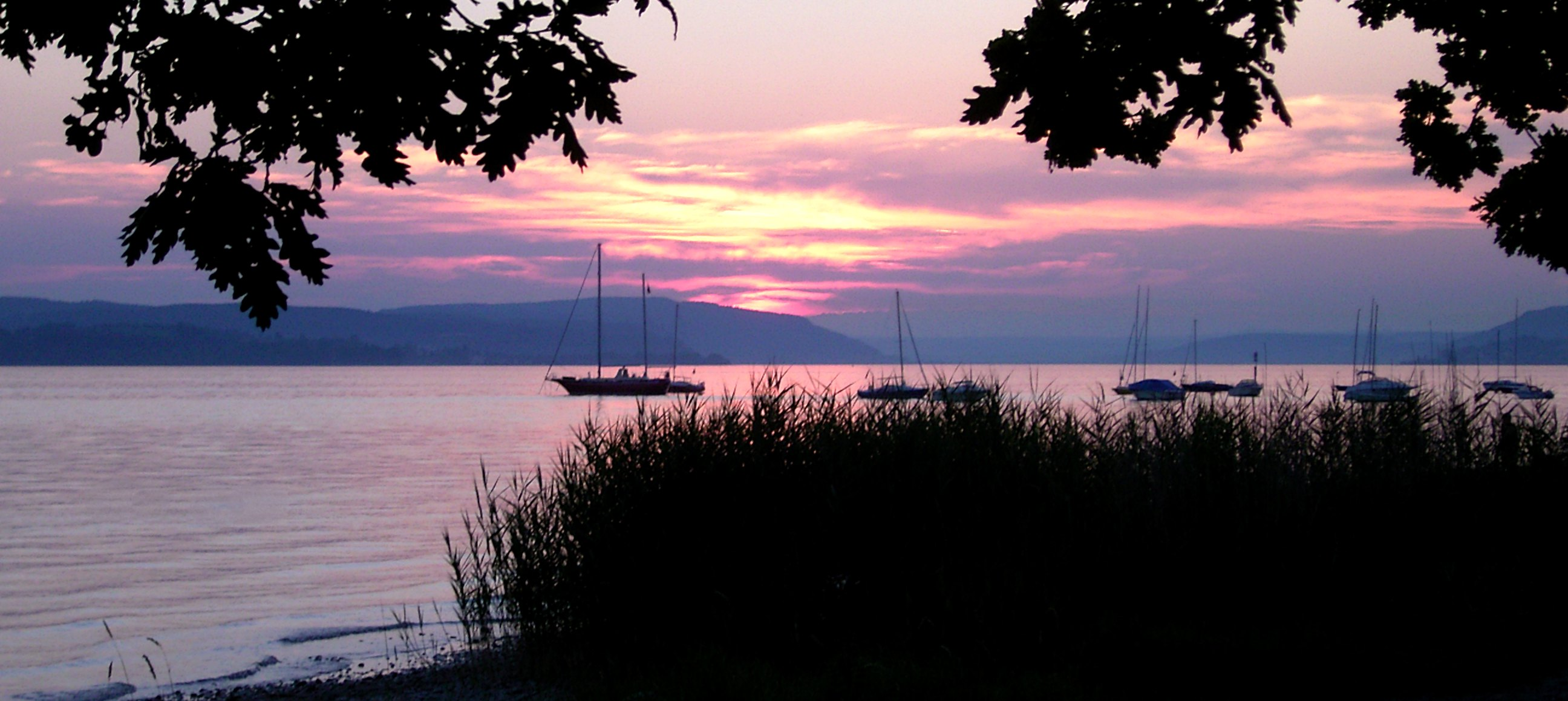
Crépuscule sur le lac de Constance.